# Kyndby
Kyndby – wieś w Danii, w regionie Stołecznym, w gminie Frederikssund.